# James Carter
James Carter (n. 3 ianuarie 1969 Detroit, Michigan) este un saxofonist american, reprezentant al stilului „creative”.
Născut la Detroit ca fiul cel mai mic dintre cei cinci copii ai unei familii afro-americane, și care s-au ocupat toți cu muzica, James Carter a început să cânte la saxofon la vârsta de 11 ani, iar la 13 ani a fost deja membru al unei formații de jazz de tineri profesioniști numită „Bird Trane Sco Now” (de la numele Bird (Charlie Parker), Trane după John Coltrane, Sco de la Roscoe Mitchell, și Now - adică muzică contemporană). Aceasta formație a interpretat piese de jazz din toate stilurile - de la clasic la avangardă. A înregistrat primul său album în 1989.
La 19 ani trompetistul Lester Bowie, care colaborase cu Roscoe Mitchell la Art Ensemble of Chicago, s-a entuziasmat de talentul lui Carter și l-a angajat în orchestra sa la New York.
La începutul anilor 1990 s-a stabilit la New York, unde a fost aclamat de critici ca fiind un demn succesor al lui Wynton Marsalis.
Albumul "JC On The Set" (1991) i-a adus imediat recunoașterea ca unul din cei mai buni saxofoniști ai generației sale. Recunoscut pentru virtuozitatea sa în ansamblul gamei de saxofoane, ca și în clarinet, a fost trei ani la rând ales cel mai bun saxofonist bariton de către revista Down Beat.

## Discografie
- 1991: Tough Young Tenors: Alone Together
- 1994: J.C. on the Set
- 1995: Jurassic Classics
- 1995: The Real Quietstorm
- 1996: Conversin' with the Elders - alaturi de veterani ai jazzului ca Sweets Edison și Buddy Tate
- 1998: In Carterian Fashion
- 2000: Layin' in the Cut
- 2000: Chasin' the Gypsy- închinat muzicii lui Django Reinhardt
- 2003: Gardenias for Lady Day - închinat unor cântece ale lui Billie Holiday
- 2004: Live at Baker's Keyboard Lounge
- 2005: Out of Nowhere
- 2005: Gold Sounds (Tribute to Pavement) album dedicat creatiilor formației Indie-rock Pavement
- 2008: Present Tense